# Filosofiska fakulteten vid Linköpings universitet
Filosofiska fakulteten vid LiU är den filosofiska fakulteten vid Linköpings universitet och inbegriper grundutbildning samt forskning inom områden såsom humaniora, samhälls- och beteendevetenskap, datavetenskap, ekonomi och viss tematisk naturvetenskap och dekanus är professor Ulf Melin.

## Utbildning
Det finns 18 kandidat- och yrkesprogram inom Filosofiska fakulteten vid LiU . Det finns även ett antal masterprogram inom olika områden såsom kognitionsvetenskap, konstnärlig gestaltning och statistik. Det går även att välja mellan cirka 300 fristående kurser inom ett 40-tal ämnesområden såsom språk, historia och psykologi.